# كارل سنايدر
كارل سنايدر (بالإنجليزية: Carl Snyder)‏ هو اقتصادي أمريكي، ولد في 23 أبريل 1869، وتوفي في 1946.